# Горбатюк, Иван Маркович
Иван Маркович Горбатюк (1903, город Одесса — † 6 марта 1957, город Москва) — советский деятель органов госбезопасности. Депутат Верховного Совета СССР 4-го созыва. Член Ревизионной Комиссии КП Украины в 1952-1954 годах.

## Биография
Родился в семье рабочего. Украинец. В 1918 году окончил Высшее начальное училище в городе Одессе. В 1918 — 1922 годах работал помощником машиниста при железнодорожных мастерских в городе Одессе. В 1922 — 1923 годах — уполномоченный по разгрузке Подольского губпродкома при заготовительной конторе в городе Бар Подольской губернии. В 1923 — 1924 годах — заместитель председателя межрайонного секретариата Союза бедноты (город Бар). В августе 1924 — августе 1925 годах — председатель завкома Союза пищевиков (город Бар).
В 1925 году стал членом ВКП(б).
С сентября 1925 года — служит в Красной Армии. В сентябре 1925 — сентябре 1928 года — курсант Украинской кавалерийской школы имени Буденного в городе Зінов'ївську. В 1928 — 1930 годах — командир взвода маневренной группы 22 пограничного отряда в сел. Волочиск. В марте 1930 — мае 1932 года — командир взвода, помощник начальника школы по строевой части 6-го кавалерийского полка ОГПУ (город Харьков). В мае — октябре 1932 года — командир кавалерийского дивизиона 4-го Украинского полка ОГПУ (город Днепропетровск). В октябре 1932 — июле 1933 года — командир кавалерийского дивизиона 12-го кавалерийского полка ОГПУ (город Киев). В июле 1933 — марте 1935 года — командир кавалерийской маневренной группы 26-го пограничного отряда (город Одесса). В марте 1935 — феврале 1937 года — командир маневренной группы 20-го пограничного отряда (город Славута Шепетовского округа). В феврале 1937 — сентябре 1939 года — начальник штаба 55-го железнодорожного полка НКВД (город Коростень).
В сентябре — ноябре 1939 года — командир 89-го железнодорожного полка НКВД (город Казатин). В ноябре 1939 — апреле 1940 года — в.а. командира 61-го полка 6-й бригады войск НКВД охраны железной дороги. В 1940 году окончил Военную академию имени М. В. Фрунзе. В апреле — августе 1940 года — командир 61-го полка 6-й бригады войск НКВД охраны железной дороги. В августе 1940 — октябре 1941 года — начальник 87-го пограничного отряда НКВД (город Ломжа; Западный фронт).
В октябре 1941 — августе 1942 года — начальник 87-го пограничного полка НКВД по охране тыла Западного фронта. В августе 1942 — январе 1943 года — в.а. начальника Управления войск НКВД по охране тыла Западного фронта. В январе — сентябре 1943 года — начальник Управления войск НКВД по охране тыла Северо-Западного фронта. В сентябре 1943 — ноябре 1945 года — начальник Главного управления войск НКВД по охране тыла действующей Красной Армии.
В ноябре 1945 — марте 1949 года — начальник Управления НКВД-МВД Ивановской области РСФСР. В марте 1949 — марте 1951 года — начальник Управления погранвойск МВД-МГБ Белорусского округа (город Минск). В марте — ноябре 1951 года — в распоряжении МГБ СССР.
2 ноября 1951 г. — 21 мая 1954 г. — начальник Управления пограничных войск МГБ Украинского округа (город Львов). 21 мая 1954 года уволен в запас по болезни. На пенсии с мая 1954 года проживал в Москве. Похоронен на Новодевичьем кладбище  города Москвы. (5 участок)

## Звание
- генерал-майор (21.04.1943)
- генерал-лейтенант (18.11.1944)

## Награды
- орден Ленина (24.11.1950)
- четыре ордена Красного Знамени (19.12.1941, 22.08.1944, 2.03.1945, 10.12.1945)
- два ордена Отечественной войны 1 степени (15.06.1943, 14.02.1951)
- орден Кутузова 2 степени (8.03.1944)
- орден Суворова 2 степени (2.07.1945)
- орден Красной Звезды (3.11.1944)
- четыре медали